# Before You Accuse Me
«Before You Accuse Me» («Before You Accuse Me (Take a Look at Yourself)») — песня, написанная и записанная американским музыкантом Бо Диддли в 1957 году. Первоначально песня была выпущена как би-сайд к песне Диддли «Say Bossman» и вошла в его одноименный дебютный альбом в 1958 году. На оригинальной записи Диддли сопровождали на вокале и гитаре Джоди Уильямс на гитаре, Вилли Диксон на басу и Фрэнк Киркланд на ударных. Песню позднее исполняли и записывали множество других музыкантов, среди самых известных — Creedence Clearwater Revival и Эрик Клэптон .

### Creedence Clearwater Revival
Creedence Clearwater Revival записали «Before You Accuse Me» для своего пятого студийного альбома Cosmo’s Factory (1970). Солист Джон Фогерти исполнил для песни партии гитары и фортепиано.

### Эрик Клэптон
Эрик Клэптон записывал «Before You Accuse Me» несколько раз за свою карьеру. Электрическая версия песни вошла в его альбом Journeyman 1989 года. Она была использована в качестве би-сайда для самого продаваемого сингла Клэптона «Pretending» и достигла девятого места в чарте Billboard Hot Mainstream Rock Tracks в 1990 году.
В 1992 году акустическая версия была включена в его альбом Unplugged. Другая акустическая версия, записанная во время сессий Backless (1978), включена в качестве открывающего трека в сборник Клэптона Blues (1999). Клэптон часто включал «Before You Accuse Me» в свои концертные программы, например, 30 июня 1990 года на фестивале в Небуорте.